# Luxemburgia nobilis
Luxemburgia nobilis är en tvåhjärtbladig växtart som beskrevs av August Wilhelm Eichler och Adolf Engler. Luxemburgia nobilis ingår i släktet Luxemburgia och familjen Ochnaceae. Inga underarter finns listade i Catalogue of Life.